# Зубровка альпийская
Зубро́вка альпи́йская (лат. Hieróchloë alpína) — вид травянистых растений рода Зубровка (Hierochloe) семейства Злаки (Poaceae).

## Ботаническое описание
Многолетние травянистые растения. Корневище ползучее, тонко шнуровидное, короткое. Стебли довольно сближенные, 10—30 см высотой, вместе с листовыми пучками образующие небольшие дерновинки. Листья в прикорневых пучках длинные и узкие, вдоль свёрнутые; на стеблях — значительно короче и шире (до 3 мм шириной), вместе с влагалищами голые. Язычок тупой и короткий, зазубренный или расколотый, по краю реснитчатый.
Цветочная метёлка небольшая, более или менее сжатая, 2—4 см длиной и 1—2 см шириной; первичные ветви её, отходящие от оси соцветия попарно и вторичные — голые. Колосковые чешуйки желтовато-буроватые, в средней части нередко фиолетово-покрашенные, лоснящиеся, широкояйцевидные, вдоль сложенные, на верхушке тупые и немного зазубренные, между собой несколько неравные, от 4,5 до 6,5 мм длиной. Наружные прицветные чешуйки у мужских цветов 5—5,5 мм длиной, буроватые, впоследствии бурые, по краям и в верхней части усажены довольно длинными жестковатыми волосками, а в остальной части более мелкими, на верхушке надрезанные, а на спинке снабженные остями, из которых у цветка, сидящею немного повыше, — более длинная, наполовину выдающаяся из колоска, 5—8 мм длиной, коленчатая, со скрученным нижним коленом, выходящая ниже середины чешуйки; у другого цветка ость короткая (до 2 мм), почти прямая, выходящая близ верхушки чешуйки. Прицветные чешуйки обоеполого цветка около 4 мм длиной, на верхушке волосистые, в остальной части гладкие, наружная из них на кончике с очень короткой прямой остью — не более 0,5 мм длиной. Зерновка 2,5—3 мм длины и около 1 мм шириной.

## Распространение и экология
Свойственна альпийской и полярно-арктической областям Евразии и Северной Америки, где обитает по мохово-лишайниковым, реже каменистым тундрам, по берегам горных ручьев в пятнистой тундре и на прибрежных песках арктической тундры.

## Синонимы
- Aira alpina Lilj. (1792), nom. illeg.
- Anthoxanthum monticola (Bigelow) Veldkamp (1985)
- Anthoxanthum monticola subsp. alpinum (Sw. ex Willd.) Soreng (2003)
- Anthoxanthum monticola f. monstruosa (Koidz.) Yonek. (2011)
- Anthoxanthum monticola subsp. orthanthum (T.J.Sørensen) G.C.Tucker (1996)
- Dimesia monticola (Bigelow) Raf. (1817)
- Hierochloe alpina var. aristata Raspail (1829)
- Hierochloe alpina var. monstruosa Koidz. (1918)
- Hierochloe alpina f. monstruosa (Koidz.) Ohwi (1953)
- Hierochloe alpina subsp. orthantha (T.J.Sørensen) G.Weim. (1971)
- Hierochloe alpina var. sajanensis Trin. ex Reverd. (1964)
- Hierochloe alpina f. soperi Polunin (1940)
- Hierochloe alpina var. vivipara Honda (1930)
- Hierochloe monstruosa (Koidz.) Honda (1926)
- Hierochloe monticola (Bigelow) Á.Löve & D.Löve (1964), nom. illeg.
- Hierochloe orthantha T.J.Sørensen (1954) — Зубровка прямоостая
- Holcus alpinus Sw. ex Willd. (1806)basionym
- Holcus monticola  Bigelow (1816)
- Savastana alpina (Sw. ex Willd.) Scribn. (1894)
- Torresia alpina (Sw. ex Willd.) Hitchc. (1915)